# Наставления в христианской вере

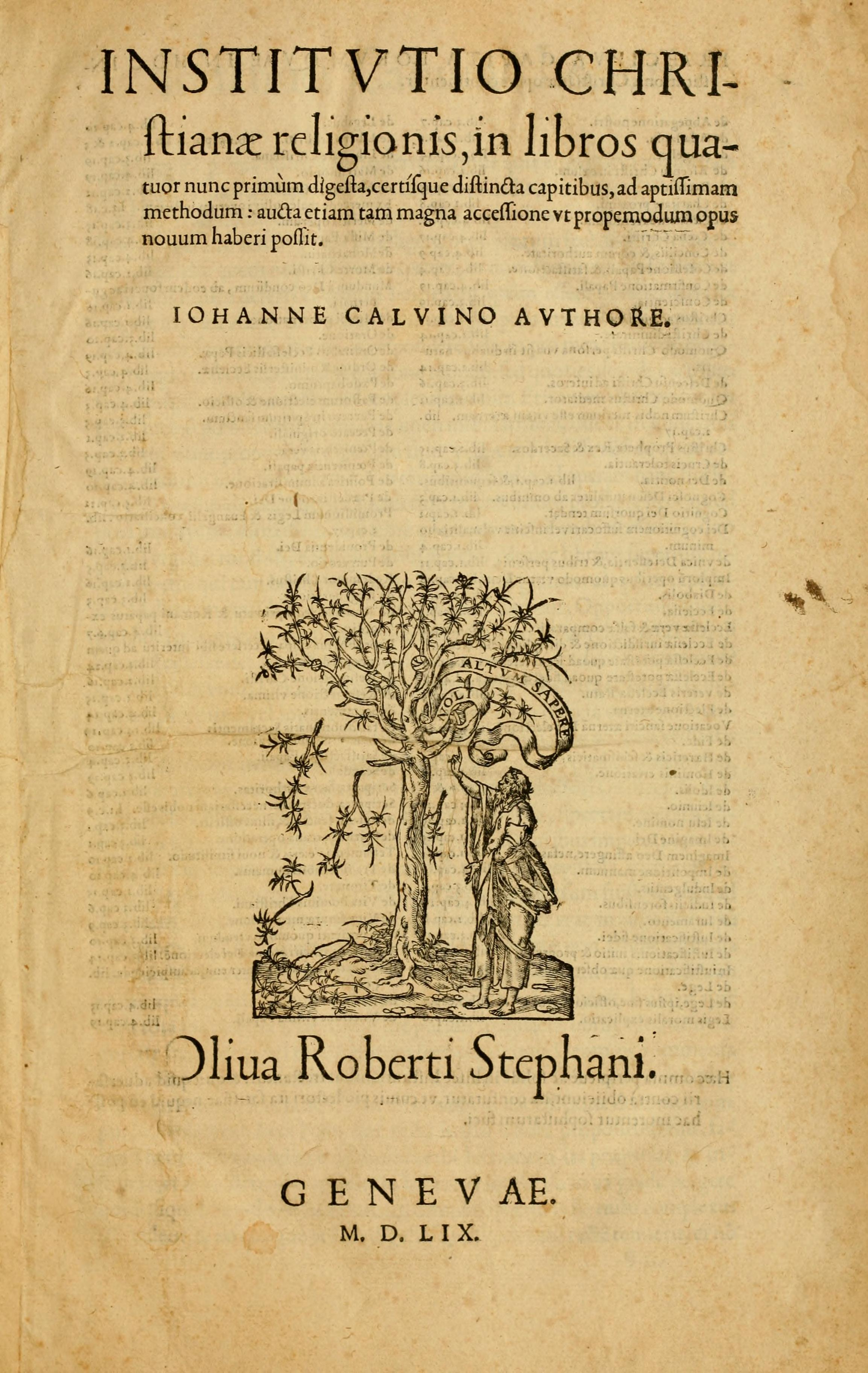
Титульный лист женевского издания 1559 года

Наставления в христианской вере (первое название лат. Christianae religionis institutio) — богословский трактат французского протестанта Жана Кальвина (1509—1564). Первое издание «Наставлений» появилось в 1536 году, переработанные и дополненные издания выходили до 1559 года.

## История создания. Издания и редакции
С конца 1533 или начала 1534 года Кальвин жил на юге Франции под псевдонимом Шарль д’Эспервиль (Charles d’Esperville), скрываясь после того, как ректор Парижского университета Николя Копа произнёс составленную им речь. Значительное время он провёл у своего друга, Луи де Тилле, священника из Кле, чья обширная библиотека была полезна Кальвину в его работе над первой редакцией «Наставлений». В январе 1535 года Кальвин покинул Францию, и завершил работу над книгой в Базеле. Посвятительное письмо королю Франциску I, которым начинается трактат, датировано 23 августа. Согласно письму, первоначально основной задачей своего труда Кальвин видел изложение «некоторых истин», но затем, «ввиду неистовства нечестивцев», возникла необходимость оправдания и обоснования гонимого евангельского учения. Имелся в виду подписанный Франциском 1 февраля манифест к германским князьям, в котором французские евангелисты сравнивались с мятежниками-анабаптистами. Адресуясь королю, Кальвин следовал примеру Гильома Фареля («Le Sommaire», 1525) и Франсуа Ламбера («Somme chrestienne», 1529). Несмотря на то, что «Наставления» были предназначены для просвещения простого народа, они были написаны на латыни. Название трактата отсылает к христианским компендиумам Лантанция, Исидора Севильского, а из современников Кальвина — «Institutio principiis Christiani» Эразма Роттердамского. Исходя из жанра труда Эразма, слово «institutio» в заглавии книги Кальвина традиционно переводится как «наставление». Множественное число в заглавии появилось только в издании Эльзевиров 1654 года.
В редакции 1636 года насчитывалось шесть глав, посвящённых Закону, Символу веры, Молитве Господней, таинствам крещения и евхаристии. Такая структура, в целом, присутствует в «Малом катехизисе» Мартина Лютера. В содержательном отношении исследователи отмечают влияние трудов Филиппа Меланхтона, Мартина Буцера и Ульриха Цвингли. В первом издании насчитывалось 520 страниц in octavo, но в последующих объём значительно вырос. В течение года оно было распродано, и новое пересмотренное издание вышло в Страсбурге у Венделина Рихеля (Wendelin Rihel). Во второй редакции название было изменено на «Institutio Christianae Religionis». Обращение к королю Франциску сохранилось в этом и последующих изданиях. Теперь текст подразделялся на 17 глав, а количество ссылок на античных философов и Отцов церкви было значительно увеличено. Среди тем, которым было уделено особое внимание — богопознание, связь между Ветхим и Новым заветами, предопределение и провидение, христианская жизнь. Согласно новому предисловию, датированному 1 августа 1539 года, теперь Кальвин рассматривал свой трактат как учебник для «подготовки кандидатов теологии в том, что касается чтения Слова Божьего».
Достаточно сложным является вопрос, существовал ли французский перевод первого издания «Наставлений», или же вышло только сокращённое изложение, которое следует рассматривать отдельно. Достоверно можно утверждать, что французское издание в переводе самого Кальвина вышло в 1541 году на основе второго латинского издания. Оно представляло собой компактный том из 822 страниц, выполненный на невысоком издательском уровне. Язык и стиль французской прозы Кальвина заслужили высокую оценку современных специалистов. С целью пресечь распространение книги во Франции были предприняты значительные усилия, в том числе её публичные сожжения перед собором Нотр-Дам в июле 1542 и в феврале 1544 годов. В третье латинское издание Рихеля было добавлено четыре новые главы. В 1545 году оно было переиздано, и в том же году у Жана Жерара в Женеве. В четвёртую латинскую редакцию 1550 года были внесены лишь незначительные содержательные изменения, но была введена нумерация параграфов, которых оказалось 1217. Были также добавлены два указателя, предметный и библейских цитат. Лучшее из прижизненных изданий подготовил в 1553 году французский книгопечатник Роберт Этьенн, переехавший из Парижа в Женеву. Издание Этьенна имело 441 страницу in folio и основывалось на версии 1550 года. Окончательная редакция «Наставлений» была создана Кальвином в 1559 году и издана в том же году Этьенном в Женеве. Авторское обращение к читателю датировано 1 августа 1559 года.
Второй французский перевод вышел у Жана Криспена в Женеве в 1560 году и был, вероятно, либо выполнен самим Кальвином, либо им тщательно проверен. Достаточно рано стали появляться переводы на другие языки: испанский (Франсиско Энсинас, 1536), итальянский (Джулио Чезаре Паскали, 1557), голландский (Йоханнес Диркинус, 1560), английский (Томас Нортон, 1561), немецкий (1572), второй испанский (Сиприано де Валера, 1597), чешский (Йиржи Стрейц), венгерский (Альберт Молнар, 1624).

## Издания
- Жан Кальвин. Наставления в христианской вере / Пер. с фр. А. Д. Бакулов. — Христианско-просветительское издательство "Аслан", 1997. — 582 с. — ISBN 5-7281-0195-X.